# Список призёров летних Олимпийских игр 2012
Ниже представлен список всех призёров летних Олимпийских игр 2012 года, проходивших в столице Великобритании Лондоне с 27 июля по 12 августа 2012 года. В соревнованиях приняли участие 10 568 спортсменов (5982 мужчины и 4676 женщин), представляющие 204 НОК, которые разыгрывали между собой 302 комплекта медалей в 26 видах спорта. Спортсмен из Южного Судана и три спортсмена из Нидерландских Антильских островов приняли участие в соревнованиях под Олимпийским флагом. После добавления в программу бокса соревнований у женщин, впервые в истории Игр женщины приняли участие во всех видах спорта.
Спортсмены из США выиграли как наибольшее количество золотых медалей — 46, так и наибольшее количество медалей — 103. Майкл Фелпс и Мисси Франклин стали чемпионами игр по четыре раза. Всего Майкл Фелпс на играх стал обладателем 6 медалей, благодаря чему стал самым титулованным спортсменом в истории Олимпийских игр, выиграв 22 медали начиная с Олимпийских игр 2004 года в Афинах. Британский яхтсмен Бен Эйнсли стал самым титулованным спортсменом, выступающим в парусном спорте, став чемпионом на четвёртых Олимпийских играх подряд, всего на его счету 5 медалей Игр. Ямайский бегун Усейн Болт на вторых Олимпийских играх подряд сделал дубль в спринтерском беге, выиграв забеги на 100 и 200 метров. Спортсмены 85 НОК стали призёрами игр, в том числе представители Бахрейна, Ботсваны, Кипра, Габона, Гренады, Гватемалы и Черногории это сделали впервые, а спортсмен Гренады впервые стал чемпионом игр.

## Академическая гребля

### Мужчины
| Дисциплина                | Золото | Серебро | Бронза |
| Одиночки                  | Махе Драйсдейл (NZL) | Ондржей Сынек (CZE) | Алан Кэмпбелл (GBR) |
| Двойки                    | Новая Зеландия · Хэмиш Бонд · Эрик Маррей | Франция · Дориан Мортеллет · Жермен Шарден | Великобритания · Джордж Нэш · Уильям Сэтч |
| Парные двойки             | Новая Зеландия · Натан Коэн · Джозеф Салливан | Италия · Романо Баттисти · Алессио Сартори | Словения · Ижток Чоп · Лука Шпик |
| Парные двойки, лёгкий вес | Дания · Мадс Расмуссен · Расмус Квист Хансен | Великобритания · Зак Пёрчейз · Марк Хантер | Новая Зеландия · Питер Тейлор · Сторм Уру |
| Четвёрки                  | Великобритания · Алекс Грегори · Том Джеймс · Пит Рид · Эндрю Триггз-Ходж | Австралия · Джошуа Данкли-Смит · Дрю Гинн · Уилльям Локвуд · Джеймс Чепмен                                                                                        | США · Скотт Голт · Чарли Коул · Гленн Очал · Хенрик Руммель |
| Четвёрки, лёгкий вес      | ЮАР · Мэттью Бриттэйн · Сизве Ндлову · Джон Смит · Джеймс Томпсон | Великобритания · Крис Бартли · Питер Чемберс · Ричард Чемберс · Роб Уильямс                                                                                       | Дания · Якоб Барсоэ · Каспер Винтер Йоргенсен · Мортен Йоргенсен · Эскильд Эббесен                                                                                       |
| Четвёрки парные           | Германия · Филипп Венде · Тим Громан · Карл Шульце · Лауриц Шооф | Хорватия · Дамир Мартин · Валент Синкович · Мартин Синкович · Давид Шаин                                                                                          | Австралия · Джеймс Макрэй · Кристофер Морган · Дэниел Нунэн · Карстен Форстерлинг                                                                                        |
| Восьмёрки                 | Германия · Филип Адамски · Кристоф Вильке · Эрик Йоханнесен · Андреас Куффнер · Флориан Менниген · Лукас Мюллер · Максимилиан Райнельт · Рихард Шмидт · Мартин Зауэр (рулевой) | Канада · Гейбриел Берген · Эндрю Бирнс · Джеремайя Браун · Роберт Гибсон · Уилл Крозерс · Даглас Чима · Конлин Маккейб · Малкольм Ховард · Брайан Прайс (рулевой) | Великобритания · Константин Лоулоудис · Мэтт Лэнгридж · Алекс Партридж · Том Рэнсли · Мохамед Сбихи · Грегори Сирл · Джеймс Фоад · Ричард Эгинтон · Филан Хилл (рулевой) |

### Женщины
| Дисциплина                | Золото | Серебро | Бронза |
| Одиночки                  | Мирослава Кнапкова (CZE) | Фие Удбю Эриксен (DEN) | Ким Кроу (AUS) |
| Двойки                    | Великобритания · Хелен Гловер · Хизер Стэннинг | Австралия · Сара Тейт · Кейт Хорнзи | Новая Зеландия · Ребекка Скоун · Джульетт Хэйг |
| Двойки парные             | Великобритания · Кэтрин Грейнджер · Анна Уоткинс | Австралия · Ким Кроу · Брук Пратли | Польша · Юля Михальская · Магдалена Фуларчик |
| Двойки парные, лёгкий вес | Великобритания · Кэтрин Коупленд · Софи Хоскинг | Китай · Сюй Дунсян · Хуан Вэньи | Греция · Христина Язидзиду · Александра Циаву |
| Четвёрки парные           | Украина · Яна Дементьева · Наталия Довгодько · Анастасия Коженкова · Екатерина Тарасенко                                                                  | Германия · Карина Бер · Бритта Оппельт · Юлия Рихтер · Аннекатрин Тиле | США · Натали Делл · Меган Калмо · Кара Колер · Эдриенн Мартелли |
| Восьмёрки                 | США · Кэрин Дэвис · Эрин Кафаро · Кэролайн Линд · Элеанор Логан · Эстер Лофгрен · Меган Мусницки · Тейлор Ритцель · Сьюзан Франсия · Мэри Уиппл (рулевая) | Канада · Эшли Бжозович · Рейчел Винберг · Криста Гюлуан · Натали Мастраччи · Дарси Марквардт · Андреанн Морен · Лорен Уилкинсон · Джанин Хансон · Лесли Томпсон-Уилли (рулевая) | Нидерланды · Шанталь Ахтерберг · Клаудия Белдербос · Карлин Бау · Ролин Репелар ван Дрил · Якобин Веенховен · Ситске де Гроот · Нинке Кингма · Аннемик де Хан · Анне Схеллекенс (рулевая) |

## Бадминтон
| Дисциплина               | Золото                          | Серебро                                 | Бронза                                            |
| Мужской одиночный разряд | Линь Дань (CHN)                 | Ли Чонг Вей (MAS)                       | Чэнь Лун (CHN)                                    |
| Мужской парный разряд    | Китай · Фу Хайфэн · Цай Юнь     | Дания · Матиас Боэ · Карстен Могенсен   | Республика Корея · Чон Джэ Сон · Ли Ёндэ          |
| Женский одиночный разряд | Ли Сюэжуй (CHN)                 | Ван Ихань (CHN)                         | Саина Нехвал (IND)                                |
| Женский парный разряд    | Китай · Тянь Цин · Чжао Юньлэй  | Япония · Рэйка Какиива · Мидзуки Фудзии | Россия · Нина Вислова · Валерия Сорокина          |
| Смешанный парный разряд  | Китай · Чжао Юньлэй · Чжан Нань | Китай · Ма Цзинь · Сюй Чэнь             | Дания · Кристинна Педерсен · Йоахим Фишер Нильсен |

## Баскетбол
| Дисциплина | Золото | Серебро | Бронза |
| Мужчины    | США Андре Игудала · Кевин Дюрант · Крис Пол · Расселл Уэстбрук · Джеймс Харден · Тайсон Чендлер · Дерон Уильямс · Энтони Дэвис · Кевин Лав · Леброн Джеймс · Кармело Энтони · Коби Брайант | Испания Пау Газоль · Марк Газоль · Серж Ибака · Хуан-Карлос Наварро · Руди Фернандес · Виктор Клавер · Фелипе Рейес · Виктор Сада · Хосе Кальдерон · Серхио Родригес · Серхио Льюль · Фернандо Сан-Эметерио | РоссияАлексей Швед · Тимофей Мозгов · Сергей Карасёв · Виталий Фридзон · Александр Каун · Евгений Воронов · Виктор Хряпа · Семён Антонов · Сергей Моня · Дмитрий Хвостов · Антон Понкрашов · Андрей Кириленко |
| Женщины    | СШАЛиндсей Уэйлен · Сеймон Огастус · Сью Бёрд · Майя Мур · Энджел Маккатри · Эйша Джонс · Тамика Кэтчингс · Свин Кэш · Дайана Таурази · Сильвия Фаулз · Тина Чарльз · Кэндис Паркер        | ФранцияИзабель Якубу-Деуи · Андене Мийем · Клеменс Беке · Сандрин Груда · Эдвиж Лоусон · Селин Дюмерк · Флоранс Лепрон · Эмили Гомис · Марион Лябор · Элоди Годин · Эммелин Ндонг · Женнифер Дигбё          | АвстралияДженна О’Хей · Саманта Ричардс · Дженнифер Скрин · Эбби Бишоп · Сюзи Баткович · Кейтлин Маклеод · Кристи Харроуэр · Лаура Ходжес · Белинда Снелл · Рейчел Джарри · Лиз Камбейдж · Лорен Джексон      |

## Бокс

### Мужчины
| Дисциплина  | Золото                  | Серебро                    | Бронза                         |
| До 49 кг    | Цзоу Шимин (CHN)        | Каео Понгпрайун (THA)      | Пэдди Барнс (IRL)              |
| До 49 кг    | Цзоу Шимин (CHN)        | Каео Понгпрайун (THA)      | Давид Айрапетян (RUS)          |
| До 52 кг    | Робейси Рамирес (CUB)   | Нямбаярын Тогсцогт (MGL)   | Михаил Алоян (RUS)             |
| До 52 кг    | Робейси Рамирес (CUB)   | Нямбаярын Тогсцогт (MGL)   | Майкл Конлан (IRL)             |
| До 56 кг    | Люк Кэмпбелл (GBR)      | Джон Джо Невин (IRL)       | Ласаро Альварес (CUB)          |
| До 56 кг    | Люк Кэмпбелл (GBR)      | Джон Джо Невин (IRL)       | Сатоси Симидзу (JPN)           |
| До 60 кг    | Василий Ломаченко (UKR) | Хан Сун Чхоль (KOR)        | Ясниэль Толедо (CUB)           |
| До 60 кг    | Василий Ломаченко (UKR) | Хан Сун Чхоль (KOR)        | Эвалдас Пятраускас (LTU)       |
| До 64 кг    | Роньель Иглесиас (CUB)  | Денис Беринчик (UKR)       | Винченцо Манджакапре (ITA)     |
| До 64 кг    | Роньель Иглесиас (CUB)  | Денис Беринчик (UKR)       | Уранчимэгийн Монх-Эрдэнэ (MGL) |
| До 69 кг    | Серик Сапиев (KAZ)      | Фредди Эванс (GBR)         | Тарас Шелестюк (UKR)           |
| До 69 кг    | Серик Сапиев (KAZ)      | Фредди Эванс (GBR)         | Андрей Замковой (RUS)          |
| До 75 кг    | Рёта Мурата (JPN)       | Эскива Фалкан (BRA)        | Энтони Огого (GBR)             |
| До 75 кг    | Рёта Мурата (JPN)       | Эскива Фалкан (BRA)        | Аббос Атоев (UZB)              |
| До 81 кг    | Егор Мехонцев (RUS)     | Адильбек Ниязымбетов (KAZ) | Александр Гвоздик (UKR)        |
| До 81 кг    | Егор Мехонцев (RUS)     | Адильбек Ниязымбетов (KAZ) | Ямагути Фалкан (BRA)           |
| До 91 кг    | Александр Усик (UKR)    | Клементе Руссо (ITA)       | Тервел Пулев (BUL)             |
| До 91 кг    | Александр Усик (UKR)    | Клементе Руссо (ITA)       | Теймур Мамедов (AZE)           |
| Свыше 91 кг | Энтони Джошуа (GBR)     | Роберто Камаррелле (ITA)   | Иван Дычко (KAZ)               |
| Свыше 91 кг | Энтони Джошуа (GBR)     | Роберто Камаррелле (ITA)   | Магомедрасул Меджидов (AZE)    |

### Женщины
| Дисциплина | Золото               | Серебро                 | Бронза                |
| До 51 кг   | Никола Адамс (GBR)   | Жэнь Цаньцань (CHN)     | Мэри Ком (IND)        |
| До 51 кг   | Никола Адамс (GBR)   | Жэнь Цаньцань (CHN)     | Марлен Эспарса (USA)  |
| До 60 кг   | Кэти Тейлор (IRL)    | Софья Очигава (RUS)     | Адриана Араужо (BRA)  |
| До 60 кг   | Кэти Тейлор (IRL)    | Софья Очигава (RUS)     | Мавзуна Чориева (TJK) |
| До 75 кг   | Кларесса Шилдс (USA) | Надежда Торлопова (RUS) | Марина Вольнова (KAZ) |
| До 75 кг   | Кларесса Шилдс (USA) | Надежда Торлопова (RUS) | Ли Цзиньцзы (CHN)     |

## Борьба

### Греко-римская борьба
| Дисциплина | Золото                    | Серебро                 | Бронза                    |
| До 55 кг   | Хамид Сориан (IRI)        | Ровшан Байрамов (AZE)   | Петер Модош (HUN)         |
| До 55 кг   | Хамид Сориан (IRI)        | Ровшан Байрамов (AZE)   | Мингиян Семёнов (RUS)     |
| До 60 кг   | Омид Норузи (IRI)         | Реваз Лашхи (GEO)       | Рютаро Мацумото (JPN)     |
| До 60 кг   | Омид Норузи (IRI)         | Реваз Лашхи (GEO)       | Заур Курамагомедов (RUS)  |
| До 66 кг   | Ким Хён У (KOR)           | Тамаш Лёринц (HUN)      | Стив Гено (FRA)           |
| До 66 кг   | Ким Хён У (KOR)           | Тамаш Лёринц (HUN)      | Манучар Цхадая (GEO)      |
| До 74 кг   | Роман Власов (RUS)        | Арсен Джулфалакян (ARM) | Александр Казакевич (LTU) |
| До 74 кг   | Роман Власов (RUS)        | Арсен Джулфалакян (ARM) | Эмин Ахмедов (AZE)        |
| До 84 кг   | Алан Хугаев (RUS)         | Карам Габер (EGY)       | Дамиан Яниковский (POL)   |
| До 84 кг   | Алан Хугаев (RUS)         | Карам Габер (EGY)       | Даниял Гаджиев (KAZ)      |
| До 96 кг   | Гасем Резаи (IRI)         | Рустам Тотров (RUS)     | Артур Алексанян (ARM)     |
| До 96 кг   | Гасем Резаи (IRI)         | Рустам Тотров (RUS)     | Джимми Лидберг (SWE)      |
| До 120 кг  | Михаин Лопес Нуньес (CUB) | Хейки Наби (EST)        | Риза Каяалп (TUN)         |
| До 120 кг  | Михаин Лопес Нуньес (CUB) | Хейки Наби (EST)        | Рыза Каяалп (SWE)         |

### Вольная борьба

#### Мужчины
| Дисциплина | Золото                    | Серебро                     | Бронза                   |
| До 55 кг   | Джамал Отарсултанов (RUS) | Владимир Хинчегашвили (GEO) | Ян Гён Иль (PRK)         |
| До 55 кг   | Джамал Отарсултанов (RUS) | Владимир Хинчегашвили (GEO) | Синъити Юмото (JPN)      |
| До 60 кг   | Тогрул Аскеров (AZE)      | Бесик Кудухов (RUS)         | Коулман Скотт (USA)      |
| До 60 кг   | Тогрул Аскеров (AZE)      | Бесик Кудухов (RUS)         | Йогешвар Дутт (IND)      |
| До 66 кг   | Тацухиро Ёнэмицу (JPN)    | Сушил Кумар (IND)           | Акжурек Танатаров (KAZ)  |
| До 66 кг   | Тацухиро Ёнэмицу (JPN)    | Сушил Кумар (IND)           | Ливан Лопес (CUB)        |
| До 74 кг   | Джордан Барроуз (USA)     | Садег Гударзи (IRI)         | Денис Царгуш (RUS)       |
| До 74 кг   | Джордан Барроуз (USA)     | Садег Гударзи (IRI)         | Габор Хатош (HUN)        |
| До 84 кг   | Шариф Шарифов (AZE)       | Хайме Эспиналь (PUR)        | Дато Марсагишвили (GEO)  |
| До 84 кг   | Шариф Шарифов (AZE)       | Хайме Эспиналь (PUR)        | Эхсан Лашгари (IRI)      |
| До 96 кг   | Джейк Варнер (USA)        | Валерий Андрейцев (UKR)     | Хетаг Гозюмов (AZE)      |
| До 96 кг   | Джейк Варнер (USA)        | Валерий Андрейцев (UKR)     | Георгий Гогшелидзе (GEO) |
| До 120 кг  | Комейл Гасеми (IRI)       | Билял Махов (RUS)           | Тервел Длагнев (USA)     |
| До 120 кг  | Комейл Гасеми (IRI)       | Билял Махов (RUS)           | Даулет Шабанбай (KAZ)    |

#### Женщины
| Дисциплина | Золото                  | Серебро              | Бронза                        |
| До 48 кг   | Хитоми Обара (JPN)      | Мария Стадник (AZE)  | Кэрол Хвин (CAN)              |
| До 48 кг   | Хитоми Обара (JPN)      | Мария Стадник (AZE)  | Кларисса Чун (USA)            |
| До 55 кг   | Саори Ёсида (JPN)       | Тоня Вербик (CAN)    | Юлия Раткевич (AZE)           |
| До 55 кг   | Саори Ёсида (JPN)       | Тоня Вербик (CAN)    | Жакелине Рентерия (COL)       |
| До 63 кг   | Каори Итё (JPN)         | Цзин Жуйсюэ (CHN)    | Любовь Волосова (RUS)         |
| До 63 кг   | Каори Итё (JPN)         | Цзин Жуйсюэ (CHN)    | Соронзонболдын Батцэцэг (MGL) |
| До 72 кг   | Наталья Воробьёва (RUS) | Станка Златева (BUL) | Гюзель Манюрова (KAZ)         |
| До 72 кг   | Наталья Воробьёва (RUS) | Станка Златева (BUL) | Майдер Унда (ESP)             |

## Велоспорт

### Шоссейные гонки
| Дисциплина                                         | Золото                    | Серебро              | Бронза                    |
| Групповая гонка, мужчины                           | Александр Винокуров (KAZ) | Ригоберто Уран (COL) | Александер Кристофф (NOR) |
| Индивидуальная гонка с раздельным стартом, мужчины | Брэдли Уиггинс (GBR)      | Тони Мартин (GER)    | Крис Фрум (GBR)           |
| Групповая гонка, женщины                           | Марианна Вос (NED)        | Лиззи Армистед (GBR) | Ольга Забелинская (RUS)   |
| Индивидуальная гонка с раздельным стартом, женщины | Кристин Армстронг (USA)   | Юдит Арндт (GER)     | Ольга Забелинская (RUS)   |

### Трековые гонки

#### Мужчины
| Дисциплина                    | Золото                                                                     | Серебро                                                             | Бронза                                                                 |
| Кейрин                        | Крис Хой (GBR)                                                             | Максимилиан Леви (GER)                                              | Саймон ван Вельтовен (NZL)                                             |
| Кейрин                        | Крис Хой (GBR)                                                             | Максимилиан Леви (GER)                                              | Тён Мюлдер (NED)                                                       |
| Омниум                        | Лассе Норман Хансен (DEN)                                                  | Бриан Кукар (FRA)                                                   | Эд Клэнси (GBR)                                                        |
| Спринт                        | Джейсон Кенни (GBR)                                                        | Грегори Боже (FRA)                                                  | Шейн Перкинс (AUS)                                                     |
| Командный спринт              | Великобритания · Джейсон Кенни · Филип Хайндс · Крис Хой                   | Франция · Грегори Боже · Микаэль д’Альмейда · Кевин Сиро            | Германия · Максимилиан Леви · Роберт Форстеманн · Рене Эндерс          |
| Командная гонка преследования | Великобритания · Стивен Бурк · Питер Кенно · Эдвард Кленси · Герайнт Томас | Австралия · Джек Бобридж · Роан Деннис · Гленн О’Ши · Майкл Хепбёрн | Новая Зеландия · Сэм Бьюли · Уэстли Гоф · Марк Райан · Джесси Серджент |

#### Женщины
| Дисциплина                    | Золото                                                       | Серебро                                     | Бронза                                                   |
| Кейрин                        | Виктория Пендлтон (GBR)                                      | Го Шуан (CHN)                               | Лэй Вайси (HKG)                                          |
| Омниум                        | Лора Тротт (GBR)                                             | Сара Хаммер (USA)                           | Аннетт Эдмондсон (AUS)                                   |
| Спринт                        | Анна Мирс (AUS)                                              | Виктория Пендлтон (GBR)                     | Го Шуан (CHN)                                            |
| Командный спринт              | Германия · Мириам Вельте · Кристина Фогель                   | Китай · Гун Цзиньцзе · Го Шуан              | Австралия · Каарле Маккаллох · Анна Мирс                 |
| Командная гонка преследования | Великобритания · Даниель Кинг · Джоанна Роуселл · Лора Тротт | США · Дотси Бауш · Дженни Рид · Сара Хаммер | Канада · Ясмин Глессер · Джиллиан Карлетон · Тара Уиттен |

### Маунтинбайк
| Дисциплина | Золото                | Серебро           | Бронза                      |
| Мужчины    | Ярослав Кулхави (CZE) | Нино Шуртер (SUI) | Марко Аурелио Фонтана (ITA) |
| Женщины    | Жюли Брессе (FRA)     | Сабина Шпиц (GER) | Джорджия Гулд (USA)         |

### BMX
| Дисциплина | Золото                 | Серебро            | Бронза                      |
| Мужчины    | Марис Штромбергс (LAT) | Сэм Уиллоуби (AUS) | Карлос Окуэндо Сабала (COL) |
| Женщины    | Мариана Пахон (COL)    | Сара Уокер (NZL)   | Лаура Смулдерс (NED)        |

## Водное поло
| Дисциплина | Золото | Серебро | Бронза |
| Мужчины    | ХорватияИосип Павич · Дамир Бурич · Михо Бошкович · Никша Добуд · Маро Йокович · Петар Муслим · Иван Булюбашич · Андро Бушле · Сандро Сукно · Самир Барач · Игор Хинич · Пауло Обрадович · Франо Вичан          | ИталияСтефано Темпести · Амаурис Перес · Николо Джитто · Алекс Джорджетти · Пьетро Фильоли · Маурицио Фелуго · Массимо Джакоппо · Валентино Галло · Кристиан Першутти · Дени Фьорентини · Маттео Айкарди · Даниель Премуш · Джакомо Пасторино | СербияСлободан Соро · Алекса Шапонич · Ваня Удовичич · Живко Гоцич · Душан Мандич · Душко Пиетлович · Слободан Никич · Милан Алексич · Никола Раджен · Филип Филипович · Андрия Прлаинович · Стефан Митрович · Гойко Пиетлович |
| Женщины    | СШАЭлизабет Армстронг · Хизер Петри · Мелисса Сайдемен · Бренда Вилла · Лорен Уэнгер · Мэгги Стеффенс · Кортни Мэтьюсон · Джессика Стеффенс · Элси Уайндс · Келли Рулон · Анника Драйес · Ками Крэйг · Тума Ани | ИспанияЛаура Эстер · Марта Баха · Анна Эспар · Росер Таррагу · Матильда Ортис · Дженнифер Пареха · Лорена Миранда · Мария дель Пилар Пенья · Андреа Блаш · Она Месегер · Мария Гарсия Годой · Лаура Лопес · Ана Копадо                        | АвстралияВиктория Браун · Джема Бритсворт · Софи Смит · Холи Линкольн-Смит · Джейн Моран · Бронвен Нокс · Ровена Вебстер · Кейт Гинзер · Гленкора Ральф · Эшли Саузерн · Меллиса Риппон · Никола Загам · Алисия Маккормак      |

## Волейбол

### Волейбол
| Дисциплина | Золото | Серебро | Бронза |
| Мужчины    | Россия Николай Апаликов · Юрий Бережко · Александр Бутько · Александр Волков · Сергей Гранкин · Дмитрий Ильиных · Максим Михайлов · Дмитрий Мусэрский · Алексей Обмочаев · Александр Соколов · Сергей Тетюхин · Тарас Хтей | Бразилия Бруно · Валас · Виссотто · Данте · Жиба · Лукас · Мурило · Рикардо · Родриган · Сержио · Сидан · Тьяго                                                                                     | Италия Андреа Бари · Эмануэле Бирарелли · Данте Бонинфанте · Андреа Джови · Иван Зайцев · Михал Ласко · Луиджи Мастранджело · Самуэле Папи · Симоне Пароди · Кристиан Савани · Драган Травица · Алессандро Феи |
| Женщины    | БразилияАденизия · Дани Линс · Жаклин · Наталия · Паула · Таиса · Тандара · Фаби · Фабиана · Фернанда Гарай · Фернанда Феррейра · Шейла                                                                                    | СШАФольюк Акинрейдью · Линдси Берг · Джордан Ларсон · Тамари Миясиро · Даниэле Скотт · Николь Дэвис · Логан Том · Кортни Томпсон · Тайиба Ханиф-Парк · Криста Хармотто · Меган Ходж · Дестини Хукер | ЯпонияЭрика Араки · Хитоми Накамити · Каори Иноуэ · Майко Кано · Саори Кимура · Ай Отомо · Саори Сакода · Юко Сано · Риса Синнабэ · Ёсиэ Такэсита · Май Ямагути · Юкико Эбата                                  |

### Пляжный волейбол
| Дисциплина | Золото                                   | Серебро                                  | Бронза                                     |
| Мужчины    | Германия · Юлиус Бринк · Йонас Рекерманн | Бразилия · Эмануэл Рего · Алисон Серутти | Латвия · Мартиньш Плявиньш · Янис Шмединьш |
| Женщины    | США · Мисти Мэй-Трейнор · Кэрри Уолш     | США · Дженнифер Кесси · Эйприл Росс      | Бразилия · Жулиана Силва · Ларисса Франса  |

## Гандбол
| Дисциплина | Золото | Серебро | Бронза |
| Мужчины    | ФранцияЛюк Абало · Ксавье Бараше · Микаэль Гигу · Дидье Динар · Никола Карабатич · Дауда Карабуэ · Бертран Жиль · Гийом Жиль · Гийом Жоли · Даниэль Нарсисс · Тьерри Омейе · Самуэль Онрубия · Седрик Сорендо · Жером Фернандес · Вильям Аккамбре                                               | ШвецияКим Андерссон · Маттиас Андерссон · Маттиас Густафссон · Далибор Додер · Магнус Йернемюр · Маттиас Закриссон · Тобиас Карлссон · Юнас Челльман · Юнас Лархольм · Андреас Нильссон · Фредрик Петерсен · Юхан Шёстранд · Никлас Экберг · Ким Экдаль дю Ритц · Юхан Якобссон | ХорватияМирко Алилович · Ивано Балич · Дамир Бичанич · Денис Бунтич · Игор Вори · Драго Вукович · Яков Гоюн · Домагой Дувняк · Марко Копляр · Блаженко Лацкович · Веньо Лосерт · Иван Нинчевич · Златко Хорват · Иван Чупич · Мануэль Штрлек                  |
| Женщины    | НорвегияИда Альстад · Каролин Дюре Брейванг · Кари Олвик Гримсбё · Кари Метте Йохансен · Аманда Куртович · Хейди Лёке · Кристине Лунде-Боргерсен · Катрин Лунде · Тонье Нёстволл · Линн-Кристин Рьегельхут-Корен · Гёрил Снороэгген · Линн Йёрум Суланн · Марит Мальм Фрафьорд · Камилла Херрем | ЧерногорияСоня Баряктарович · Анджела Булатович · Катарина Булатович · Марина Вукчевич · Ана Джокич · Мария Йованович · Милена Кнежевич · Сузана Лазович · Майда Мехмедович · Радмила Милянич · Бояна Попович · Йованка Радичевич · Ана Радович · Майя Савич                    | ИспанияМарта Лопес · Андреа Барно · Нели Карла Альберто · Беатрис Фернандес · Вероника Куадрадо · Марта Манге · Макарена Агилар · Сильвия Наварро · Джессика Алонсо · Элизабет Пинедо · Бегонья Фернандес · Ванесса Аморос · Патрисия Элорса · Михаэла Чобану |

## Гребля на байдарках и каноэ

### Гладкая вода

#### Мужчины
| Дисциплина                     | Золото                                                           | Серебро                                                                | Бронза                                                           |
| Байдарки-одиночки, 200 метров  | Эд Маккивер (GBR)                                                | Сауль Кравиотто (ESP)                                                  | Марк де Йонг (CAN)                                               |
| Байдарки-одиночки, 1000 метров | Эйрик Верос Ларсен (NOR)                                         | Адам ван Куверден (CAN)                                                | Макс Хофф (GER)                                                  |
| Байдарки-двойки, 200 метров    | Россия · Александр Дьяченко · Юрий Постригай                     | Беларусь · Вадим Махнёв · Роман Петрушенко                             | Великобритания · Джонатан Скофилд · Лиам Хит                     |
| Байдарки-двойки, 1000 метров   | Венгрия · Рудольф Домби · Роланд Кёкень                          | Португалия · Фернанду Пимента · Эмануэл Силва                          | Германия · Андреас Иле · Мартин Холльштайн                       |
| Байдарки-четвёрки, 1000 метров | Австралия · Джейкоб Клир · Дейв Смит · Тейт Смит · Мюррей Стюарт | Венгрия · Золтан Каммерер · Тамаш Кулифаи · Даниэль Пауман · Давид Тот | Чехия · Даниэль Гавел · Йосеф Досталь · Лукаш Трефил · Ян Штерба |
| Каноэ-одиночки, 200 метров     | Юрий Чебан (UKR)                                                 | вакантно                                                               | Иван Штыль (RUS)                                                 |
| Каноэ-одиночки, 1000 метров    | Себастьян Брендель (GER)                                         | Давид Каль (ESP)                                                       | Марк Олдершоу (CAN)                                              |
| Каноэ-двойки, 1000 метров      | Германия · Петер Кречмер · Курт Кушела                           | Беларусь · Александр Богданович · Андрей Богданович                    | Россия · Алексей Коровашков · Илья Первухин                      |

#### Женщины
| Дисциплина                    | Золото                                                                     | Серебро                                                                              | Бронза                                                                      |
| Байдарки-одиночки, 200 метров | Лиза Кэррингтон (NZL)                                                      | Инна Осипенко-Радомская (UKR)                                                        | Наташа Душев-Янич (HUN)                                                     |
| Байдарки-одиночки, 500 метров | Данута Козак (HUN)                                                         | Инна Осипенко-Радомская (UKR)                                                        | Бриджитт Хартли (RSA)                                                       |
| Байдарки-двойки, 500 метров   | Германия · Франциска Вебер · Тина Дитце                                    | Венгрия · Наташа Душев-Янич · Каталин Ковач                                          | Польша · Беата Миколайчик · Каролина Ная                                    |
| Байдарки-четвёрки, 500 метров | Венгрия · Каталин Ковач · Данута Козак · Габриэлла Сабо · Кристина Фазекаш | Германия · Катрин Вагнер-Аугустин · Франциска Вебер · Тина Дитце · Каролин Леонхардт | Беларусь · Марина Полторан · Ирина Помелова · Надежда Попок · Ольга Худенко |

### Гребной слалом
| Дисциплина                 | Золото                                        | Серебро                                          | Бронза                                       |
| Байдарки-одиночки, мужчины | Даниэле Мольменти (ITA)                       | Вавржинец Градилек (CZE)                         | Ханнес Айгнер (GER)                          |
| Каноэ-одиночки, мужчины    | Тони Эстанге (FRA)                            | Сидерис Тасиадис (GER)                           | Михал Мартикан (SVK)                         |
| Каноэ-двойки, мужчины      | Великобритания · Тимоти Бэйлли · Этьенн Стотт | Великобритания · Дэвид Флоренс · Ричард Хаунслоу | Словакия · Павол Гохшорнер · Петер Гохшорнер |
| Байдарки-одиночки, женщины | Эмили Фер (FRA)                               | Джессика Фокс (AUS)                              | Маялен Чурраут (ESP)                         |

## Дзюдо

### Мужчины
| Дисциплина   | Золото                   | Серебро                     | Бронза                      |
| До 60 кг     | Арсен Галстян (RUS)      | Хироаки Хираока (JPN)       | Фелипе Китадай (BRA)        |
| До 60 кг     | Арсен Галстян (RUS)      | Хироаки Хираока (JPN)       | Ришод Собиров (UZB)         |
| До 66 кг     | Лаша Шавдатуашвили (GEO) | Миклош Унгвари (HUN)        | Чо Джун Хо (KOR)            |
| До 66 кг     | Лаша Шавдатуашвили (GEO) | Миклош Унгвари (HUN)        | Масаси Эбинума (JPN)        |
| До 73 кг     | Мансур Исаев (RUS)       | Рики Накая (JPN)            | Юго Легран (FRA)            |
| До 73 кг     | Мансур Исаев (RUS)       | Рики Накая (JPN)            | Сайнжаргалын Ням-Очир (MGL) |
| До 81 кг     | Ким Джэ Бом (KOR)        | Оле Бишоф (GER)             | Антуан Валуа-Фортье (CAN)   |
| До 81 кг     | Ким Джэ Бом (KOR)        | Оле Бишоф (GER)             | Иван Нифонтов (RUS)         |
| До 90 кг     | Сон Дэ Нам (KOR)         | Аслей Гонсалес (CUB)        | Илиас Илиадис (GRE)         |
| До 90 кг     | Сон Дэ Нам (KOR)         | Аслей Гонсалес (CUB)        | Масаси Нисияма (JPN)        |
| До 100 кг    | Тагир Хайбулаев (RUS)    | Найдангийн Тувшинбаяр (MGL) | Хенк Грол (NED)             |
| До 100 кг    | Тагир Хайбулаев (RUS)    | Найдангийн Тувшинбаяр (MGL) | Дмитрий Петерс (GER)        |
| Свыше 100 кг | Тедди Ринер (FRA)        | Александр Михайлин (RUS)    | Рафаэл Силва (BRA)          |
| Свыше 100 кг | Тедди Ринер (FRA)        | Александр Михайлин (RUS)    | Андреас Тёльцер (GER)       |

### Женщины
| Дисциплина  | Золото               | Серебро                | Бронза                   |
| До 48 кг    | Сара Менезес (BRA)   | Алина Думитру (ROU)    | Шарлин ван Сник (BEL)    |
| До 48 кг    | Сара Менезес (BRA)   | Алина Думитру (ROU)    | Эва Черновицки (HUN)     |
| До 52 кг    | Ан Гым Э (PRK)       | Янет Бермой (CUB)      | Присцилла Ньето (FRA)    |
| До 52 кг    | Ан Гым Э (PRK)       | Янет Бермой (CUB)      | Розальба Форчинити (ITA) |
| До 57 кг    | Каори Мацумото (JPN) | Корина Кэприориу (ROU) | Марти Мэллой (USA)       |
| До 57 кг    | Каори Мацумото (JPN) | Корина Кэприориу (ROU) | Отон Павья (FRA)         |
| До 63 кг    | Уршка Жолнир (SLO)   | Сюй Лили (CHN)         | Ёсиэ Уэно (JPN)          |
| До 63 кг    | Уршка Жолнир (SLO)   | Сюй Лили (CHN)         | Жевриз Эман (FRA)        |
| До 70 кг    | Люси Декосс (FRA)    | Керстин Тиле (GER)     | Юри Альвеар (COL)        |
| До 70 кг    | Люси Декосс (FRA)    | Керстин Тиле (GER)     | Эдит Босх (NED)          |
| До 78 кг    | Кайла Харрисон (USA) | Джемма Гиббонс (GBR)   | Майра Агиар (BRA)        |
| До 78 кг    | Кайла Харрисон (USA) | Джемма Гиббонс (GBR)   | Одри Чёмео (FRA)         |
| Свыше 78 кг | Идалис Ортис (CUB)   | Мика Сугимото (JPN)    | Карина Брайант (GBR)     |
| Свыше 78 кг | Идалис Ортис (CUB)   | Мика Сугимото (JPN)    | Тун Вэнь (CHN)           |

## Конный спорт
| Дисциплина          | Золото                                                                              | Серебро                                                                                     | Бронза                                                                                                 |
| Личная выездка      | Шарлотта Дюжарден (GBR)                                                             | Аделинде Корнелиссен (NED)                                                                  | Лаура Бехтольшеймер (GBR)                                                                              |
| Командная выездка   | Великобритания · Лаура Бехтольшеймер · Шарлотта Дюжарден · Карл Хестер              | Германия · Хелен Лангеханенберг · Доротея Шнайдер · Кристина Шпрее                          | Нидерланды · Анки ван Грунсвен · Эдвард Гал · Аделинде Корнелиссен                                     |
| Личное троеборье    | Михаэль Юнг (GER)                                                                   | Сара Альготссон Остхольт (SWE)                                                              | Сандра Ауффарт (GER)                                                                                   |
| Командное троеборье | Германия · Ингрид Климке · Сандра Ауффарт · Петер Томсен · Дирк Шраде · Михаэль Юнг | Великобритания · Мэри Кинг · Кристина Кук · Никола Уилсон · Зара Филлипс · Уильям Фокс-Питт | Новая Зеландия · Эндрю Николсон · Кэролайн Пауэлл · Джонатан Пэйджет · Джонил Ричардс · Марк Тодд      |
| Личный конкур       | Стив Герда (SUI)                                                                    | Герко Шрёдер (NED)                                                                          | Киан О’Коннор (IRL)                                                                                    |
| Командный конкур    | Великобритания · Скотт Брэш · Бен Маэр · Ник Скелтон · Питер Чарльз                 | Нидерланды · Юр Врилинг · Майкел ван дер Влетен · Марк Хутзагер · Герко Шрёдер              | Саудовская Аравия · Рамзи Аль-Духами · Абдалла Аль-Сауд · Абдалла Валид Аль-Шарбатлы · Камаль Бахамдан |

## Лёгкая атлетика

### Мужчины
| Дисциплина                  | Золото | Серебро                                                                                | Бронза                                                                                |
| 100 метров                  | Усэйн Болт (JAM)                                                                                               | Йохан Блейк (JAM)                                                                      | Джастин Гэтлин (USA)                                                                  |
| 200 метров                  | Усэйн Болт (JAM)                                                                                               | Йохан Блейк (JAM)                                                                      | Уоррен Уир (JAM)                                                                      |
| 400 метров                  | Кирани Джеймс (GRN)                                                                                            | Лугелин Сантос (DOM)                                                                   | Лалонде Гордон (TRI)                                                                  |
| 800 метров                  | Дэвид Рудиша (KEN)                                                                                             | Найджел Амос (BOT)                                                                     | Тимоти Китум (KEN)                                                                    |
| 1500 метров                 | Тауфик Махлуфи (ALG)                                                                                           | Леонель Манзано (USA)                                                                  | Абдалаати Игидер (MAR)                                                                |
| 5000 метров                 | Мохаммед Фарах (GBR)                                                                                           | Деджен Гебремескель (ETH)                                                              | Томас Лонгосива (KEN)                                                                 |
| 10 000 метров               | Мохаммед Фарах (GBR)                                                                                           | Гален Рапп (USA)                                                                       | Тарику Бекеле (ETH)                                                                   |
| 110 метров с барьерами      | Арис Мерритт (USA)                                                                                             | Джейсон Ричардсон (USA)                                                                | Хансл Парчмент (JAM)                                                                  |
| 400 метров с барьерами      | Феликс Санчес (DOM)                                                                                            | Майкл Тинсли (USA)                                                                     | Хавьер Кульсон (PUR)                                                                  |
| 3000 метров с препятствиями | Эзекиль Кембои (KEN)                                                                                           | Махидин Мехисси-Бенаббад (FRA)                                                         | Абель Мутаи (KEN)                                                                     |
| Эстафета 4×100 метров       | Ямайка · Неста Картер · Майкл Фрэйтер · Йохан Блейк · Усэйн Болт · Кемар Бэйли-Коул                            | Тринидад и Тобаго · Кестон Бледмен · Марк Бернс · Эммануэль Калландер · Ричард Томпсон | Франция · Джимми Вико · Кристоф Леметр · Пьер-Алексис Пессонно · Рональд Поньон       |
| Эстафета 4×400 метров       | Багамские Острова · Крис Браун · Майкл Мэтью · Рамон Миллер · Деметриус Пиндер · Уэсли Неймур · Андрей Уильямс | США · Тони Маккуэй · Джошуа Мэнс · Брайшон Неллум · Энджело Тейлор · Мантео Митчелл    | Тринидад и Тобаго · Аде Аллейн-Форте · Лалонде Гордон · Деон Лендор · Джаррин Соломон |
| Марафон                     | Стивен Кипротич (UGA)                                                                                          | Абель Кируи (KEN)                                                                      | Уилсон Кипсанг Кипротич (KEN)                                                         |
| Ходьба на 20 километров     | Чэнь Дин (CHN)                                                                                                 | Эрик Баррондо (GUA)                                                                    | Ван Чжэнь (CHN)                                                                       |
| Ходьба на 50 километров     | Джаред Таллент (AUS)                                                                                           | Сы Тяньфэн (CHN)                                                                       | Роберт Хеффернан (IRL)                                                                |
| Прыжки в длину              | Грег Разерфорд (GBR)                                                                                           | Митчелл Уатт (AUS)                                                                     | Уилл Клэй (USA)                                                                       |
| Тройной прыжок              | Кристиан Тейлор (USA)                                                                                          | Уилл Клэй (USA)                                                                        | Фабрицио Донато (ITA)                                                                 |
| Прыжки в высоту             | вакантно | Эрик Кинард (USA)                                                                      | Мутаз Эсса Баршим (QAT)                                                               |
| Прыжки в высоту             | вакантно | Эрик Кинард (USA)                                                                      | Роберт Грабарз (GBR)                                                                  |
| Прыжки в высоту             | вакантно | Эрик Кинард (USA)                                                                      | Дерек Друэн (CAN)                                                                     |
| Прыжки с шестом             | Рено Лавиллени (FRA)                                                                                           | Бьёрн Отто (GER)                                                                       | Рафаэль Хольцдеппе (GER)                                                              |
| Толкание ядра               | Томаш Маевский (POL)                                                                                           | Давид Шторль (GER)                                                                     | Риз Хоффа (USA)                                                                       |
| Метание диска               | Роберт Хартинг (GER)                                                                                           | Эхсан Хаддади (IRI)                                                                    | Герд Кантер (EST)                                                                     |
| Метание копья               | Кешорн Уолкотт (TRI)                                                                                           | Антти Руусканен (FIN)                                                                  | Витезслав Веселый (CZE)                                                               |
| Метание молота              | Кристиан Парш (HUN)                                                                                            | Примож Козмус (SLO)                                                                    | Кодзи Мурофуси (JPN)                                                                  |
| Десятиборье                 | Эштон Итон (USA)                                                                                               | Трей Харди (USA)                                                                       | Леонель Суарес (CUB)                                                                  |

### Женщины
| Дисциплина                         | Золото | Серебро | Бронза                                                                     |
| 100 метров                         | Шэлли-Энн Фрейзер-Прайс (JAM)                                                                                 | Кармелита Джетер (USA) | Вероника Кэмпбелл-Браун (JAM)                                              |
| 200 метров                         | Эллисон Феликс (USA)                                                                                          | Шэлли-Энн Фрейзер-Прайс (JAM) | Кармелита Джетер (USA)                                                     |
| 400 метров                         | Саня Ричардс-Росс (USA)                                                                                       | Кристин Охуруогу (GBR) | Диди Троттер (USA)                                                         |
| 800 метров                         | Кастер Семеня (RSA)                                                                                           | Екатерина Поистогова (RUS) | Памела Джелимо (KEN)                                                       |
| 1500 метров                        | Мариам Юсуф Джамал (BRN)                                                                                      | Татьяна Томашова (RUS) | Абеба Арегави (ETH)                                                        |
| 5000 метров                        | Месерет Дефар (ETH)                                                                                           | Вивиан Черуйот (KEN) | Тирунеш Дибаба (ETH)                                                       |
| 10 000 метров                      | Тирунеш Дибаба (ETH)                                                                                          | Салли Кипьего (KEN) | Вивиан Черуйот (KEN)                                                       |
| Бег на 100 метров с барьерами      | Салли Пирсон (AUS)                                                                                            | Доун Харпер (USA) | Келли Уэллс (USA)                                                          |
| Бег на 400 метров с барьерами      | Наталья Антюх (RUS)                                                                                           | Лашинда Димус (USA) | Зузана Гейнова (CZE)                                                       |
| Бег на 3000 метров с препятствиями | Хабиба Гриби (TUN)                                                                                            | София Ассефа (ETH) | Милка Чейва (KEN)                                                          |
| Эстафета 4×100 метров              | США · Тианна Мэдисон · Эллисон Феликс · Бьянка Найт · Кармелита Джетер · Дженеба Тармо · Лорин Уильямс        | Ямайка · Шелли-Энн Фрейзер-Прайс · Шерон Симпсон · Вероника Кэмпбелл-Браун · Керрон Стюарт · Саманта Хенри-Робинсон · Скиллони Калверт | Украина · Олеся Повх · Кристина Стуй · Мария Ремень · Елизавета Брызгина   |
| Эстафета 4×400 метров              | США · Диди Троттер · Эллисон Феликс · Франчена Маккорори · Саня Ричардс-Росс · Кешия Бэйкер · Дайамонд Диксон | Ямайка · Кристина Дэй · Розмари Уайт · Шерика Уильямс · Новлен Уильямс · Шерифа Ллойд                                                  | Украина · Алина Логвиненко · Ольга Земляк · Анна Рыжикова · Наталья Пигида |
| Марафон                            | Тики Гелана (ETH)                                                                                             | Приска Джепту (KEN) | Татьяна Петрова-Архипова (RUS)                                             |
| Ходьба на 20 километров            | Елена Лашманова (RUS)                                                                                         | Цеян Шэньцзе (CHN) | Лю Хун (CHN)                                                               |
| Прыжки в длину                     | Бриттни Риз (USA)                                                                                             | Елена Соколова (RUS) | Дженей Делоач (USA)                                                        |
| Тройной прыжок                     | Ольга Рыпакова (KAZ)                                                                                          | Катрин Ибаргуэн (COL) | Ольга Саладуха (UKR)                                                       |
| Прыжки в высоту                    | Анна Чичерова (RUS)                                                                                           | Бриджитта Барретт (USA) | вакантно                                                                   |
| Прыжки с шестом                    | Дженнифер Сур (USA)                                                                                           | Ярислей Сильва (CUB) | Елена Исинбаева (RUS)                                                      |
| Толкание ядра                      | Валери Адамс (NZL)                                                                                            | Гун Лицзяо (CHN) | Ли Лин (CHN)                                                               |
| Метание диска                      | Сандра Перкович (CRO)                                                                                         | Ли Яньфэн (CHN) | Ярелис Барриос (CUB)                                                       |
| Метание копья                      | Барбора Шпотакова (CZE)                                                                                       | Кристина Обергфёлль (GER) | Линда Шталь (GER)                                                          |
| Метание молота                     | Анита Влодарчик (POL)                                                                                         | Бетти Хайдлер (GER) | Чжан Вэньсю (CHN)                                                          |
| Семиборье                          | Джессика Эннис (GBR)                                                                                          | Лилли Шварцкопф (GER) | Аустра Скуйите (LTU)                                                       |

## Настольный теннис

### Мужчины
| Дисциплина       | Золото                                | Серебро                                             | Бронза                                                   |
| Одиночный разряд | Чжан Цзикэ (CHN)                      | Ван Хао (CHN)                                       | Дмитрий Овчаров (GER)                                    |
| Командный разряд | Китай · Ван Хао · Ма Лун · Чжан Цзикэ | Республика Корея · О Сан Ын · Чу Се Хёк · Ю Сын Мин | Германия · Тимо Болль · Дмитрий Овчаров · Бастиан Штегер |

### Женщины
| Дисциплина       | Золото                             | Серебро                                              | Бронза                                        |
| Одиночный разряд | Ли Сяося (CHN)                     | Дин Нин (CHN)                                        | Фэн Тяньвэй (SIN)                             |
| Командный разряд | Китай · Го Юэ · Дин Нин · Ли Сяося | Япония · Касуми Исикава · Аи Фукухара · Саяко Хирано | Сингапур · Ван Юэгу · Ли Цзявэй · Фэн Тяньвэй |

## Парусный спорт

### Мужчины
| Дисциплина | Золото                                    | Серебро                                     | Бронза                                          |
| RS:X       | Дориан ван Рейсселберге (NED)             | Ник Демпси (GBR)                            | Пшемыслав Мярчиньский (POL)                     |
| Лазер      | Том Слингсби (AUS)                        | Павлос Контидис (CYP)                       | Расмус Майгрен (SWE)                            |
| Финн       | Бен Эйнсли (GBR)                          | Йонас Хёг-Кристенсен (DEN)                  | Жонатан Лобер (FRA)                             |
| 470        | Австралия · Мэтью Белчер · Малком Пейдж   | Великобритания · Стюарт Бителл · Люк Пэйшнс | Аргентина · Хуан де ла Фуэнте · Лукас Калабресе |
| 49-й       | Австралия · Натан Ауттеридж · Иэн Дженсен | Новая Зеландия · Питер Берлинг · Блэр Тук   | Дания · Петер Ланг · Аллан Норрегаард           |
| Звёздный   | Швеция · Фредрик Леф · Макс Салминен      | Великобритания · Иан Перси · Эндрю Симпсон  | Бразилия · Бруно Прада · Роберт Шейдт           |

### Женщины
| Дисциплина   | Золото                                                   | Серебро                                                | Бронза                                                      |
| RS:X         | Марина Алабау (ESP)                                      | Туули Петяя-Сирен (FIN)                                | Зофия Ноцети-Клепацкая (POL)                                |
| Лазер Радиал | Сюй Лицзя (CHN)                                          | Марит Бауместер (NED)                                  | Эви ван Аккер (BEL)                                         |
| 470          | Новая Зеландия · Джо Алех · Оливия Поури                 | Великобритания · Саския Кларк · Ханна Миллс            | Нидерланды · Лобке Беркгаут · Лиза Вестерхоф                |
| Эллиотт 6 м  | Испания · Тамара Эчегоен · Анхела Пумарьега · София Торо | Австралия · Оливия Прайс · Нина Кертис · Люсинда Уитти | Финляндия · Силья Лехтинен · Силья Канерва · Микаэла Вульфф |

## Плавание

### Мужчины
| Дисциплина                            | Золото | Серебро | Бронза |
| 50 метров вольным стилем              | Флоран Маноду (FRA) | Каллен Джонс (USA) | Сезар Сьелу (BRA) |
| 100 метров вольным стилем             | Нэтан Эдриан (USA) | Джеймс Магнуссен (AUS) | Брент Хайден (CAN) |
| 200 метров вольным стилем             | Янник Аньель (FRA) | Пак Тхэ Хван (KOR) | Не вручалась |
| 200 метров вольным стилем             | Янник Аньель (FRA) | Сунь Ян (CHN) | Не вручалась |
| 400 метров вольным стилем             | Сунь Ян (CHN) | Пак Тхэ Хван (KOR) | Питер Вандеркай (USA)                                                                                                 |
| 1500 метров вольным стилем            | Сунь Ян (CHN) | Райан Кохрейн (CAN) | Усама Меллули (TUN)                                                                                                   |
| 100 метров баттерфляем                | Майкл Фелпс (USA) | Евгений Коротышкин (RUS) | Не вручалась |
| 100 метров баттерфляем                | Майкл Фелпс (USA) | Чад ле Кло (RSA) | Не вручалась |
| 200 метров баттерфляем                | Чад ле Кло (RSA) | Майкл Фелпс (USA) | Такеси Мацуда (JPN)                                                                                                   |
| 100 метров на спине                   | Мэттью Гриверс (USA) | Николас Томен (USA) | Рёсуке Ириэ (JPN) |
| 200 метров на спине                   | Тайлер Клэри (USA) | Рёсуке Ириэ (JPN) | Райан Лохте (USA) |
| 100 метров брассом                    | Камерон ван ден Бург (RSA) | Кристиан Спренгер (AUS) | Брендан Хансен (USA)                                                                                                  |
| 200 метров брассом                    | Даниель Дьюрта (HUN) | Майкл Джеймисон (GBR) | Рё Татэиси (JPN) |
| 200 метров комплексным плаванием      | Майкл Фелпс (USA) | Райан Лохте (USA) | Ласло Чех (HUN) |
| 400 метров комплексным плаванием      | Райан Лохте (USA) | Тьяго Перейра (BRA) | Косукэ Хагино (JPN)                                                                                                   |
| Эстафета 4×100 метров вольным стилем  | Франция · Янник Аньель · Фабьен Жило · Амори Лево · Клемен Лефер · Ален Бернар · Жереми Стравьюс                                | США · Каллен Джонс · Райан Лохте · Эдриан Нэтан · Майкл Фелпс · Рики Беренс · Мэттью Гриверс · Джейсон Лезак · Джимми Фейген | Россия · Андрей Гречин · Данила Изотов · Никита Лобинцев · Владимир Морозов · Евгений Лагунов · Сергей Фесиков        |
| Эстафета 4×200 метров вольным стилем  | США · Рики Беренс · Конор Дуайер · Райан Лохте · Майкл Фелпс · Мэтт Маклин · Дэвис Тарватер · Чарли Хучин                       | Франция · Янник Аньель · Амори Лево · Клемен Лефер · Грегори Мале · Жереми Стравьюс                                          | Китай · Ли Юньци · Сунь Ян · Хао Юнь · Цзян Хайци · Люй Чжиу · Дай Цзюнь                                              |
| Комбинированная эстафета 4×100 метров | США · Мэттью Гриверс · Майкл Фелпс · Брендан Хансен · Нэтан Эдриан · Каллен Джонс · Тайлер Макгилл · Николас Томен · Эрик Шанто | Япония · Рёсуке Ириэ · Косукэ Китадзима · Такэси Мацуда · Такуро Фудзии                                                      | Австралия · Джеймс Магнуссен · Кристиан Спренгер · Хайден Стокель · Мэтт Таргетт · Томмазо Д’Орсонья · Брентон Рикард |
| 10 километров в открытой воде         | Усама Меллули (TUN) | Томас Лурц (GER) | Ричард Вайнбергер (CAN)                                                                                               |

### Женщины
| Дисциплина                            | Золото | Серебро | Бронза |
| 50 метров вольным стилем              | Раноми Кромовидьойо (NED)                                                                                                | Александра Герасименя (BLR)                                                                                               | Марлен Велдхёйс (NED)                                                                                     |
| 100 метров вольным стилем             | Раноми Кромовидьойо (NED)                                                                                                | Александра Герасименя (BLR)                                                                                               | Тан И (CHN)                                                                                               |
| 200 метров вольным стилем             | Эллисон Шмитт (USA) | Камиль Мюффа (FRA) | Бронте Барратт (AUS)                                                                                      |
| 400 метров вольным стилем             | Камиль Мюффа (FRA) | Эллисон Шмитт (USA) | Ребекка Эдлингтон (GBR)                                                                                   |
| 800 метров вольным стилем             | Кэти Ледеки (USA) | Мирея Бельмонте Гарсия (ESP)                                                                                              | Ребекка Эдлингтон (GBR)                                                                                   |
| 100 метров баттерфляем                | Дана Воллмер (USA) | Лу Ин (CHN) | Алишия Куттс (AUS)                                                                                        |
| 200 метров баттерфляем                | Цзяо Люян (CHN) | Мирея Бельмонте Гарсия (ESP)                                                                                              | Нацуми Хоси (JPN)                                                                                         |
| 100 метров на спине                   | Мисси Франклин (USA) | Эмили Сибом (AUS) | Ая Тэракава (JPN)                                                                                         |
| 200 метров на спине                   | Мисси Франклин (USA) | Анастасия Зуева (RUS) | Элизабет Бейсел (USA)                                                                                     |
| 100 метров брассом                    | Рута Мейлутите (LTU) | Ребекка Сони (USA) | Сатоми Судзуки (JPN)                                                                                      |
| 200 метров брассом                    | Ребекка Сони (USA) | Сатоми Судзуки (JPN) | Юлия Ефимова (RUS)                                                                                        |
| 200 метров комплексным плаванием      | Е Шивэнь (CHN) | Алишия Куттс (AUS) | Кейтлин Леверенц (USA)                                                                                    |
| 400 метров комплексным плаванием      | Е Шивэнь (CHN) | Элизабет Бейсел (USA) | Ли Сюаньсюй (CHN)                                                                                         |
| Эстафета 4×100 метров вольным стилем  | Австралия · Кейт Кэмпбелл · Алишия Куттс · Мелани Шлангер · Бриттани Элмсли · Йолан Кукла · Эмили Сибом · Лизбет Трикетт | Нидерланды · Инге Деккер · Раноми Кромовидьойо · Марлен Велдхёйс · Фемке Хемскерк · Хинкелин Схрёдер                      | США · Лиа Нил · Мисси Франклин · Джессика Харди · Эллисон Шмитт · Натали Коглин · Аманда Уир              |
| Эстафета 4×200 метров вольным стилем  | США · Дана Воллмер · Шэннон Вриленд · Эллисон Шмитт · Лорен Пердью · Алисса Андерсон                                     | Австралия · Мелани Шлангер · Кайли Палмер · Алишия Куттс · Бриттани Элмсли · Энджи Беинбридж · Джейд Нейлсен · Блэр Эванс | Франция · Камиль Мюффа · Шарлотта Бонне · Офели-Сериль Этьен · Корали Балми · Марго Фаррелл · Милен Лазар |
| Комбинированная эстафета 4×100 метров | США · Мисси Франклин · Ребекка Сони · Дана Воллмер · Эллисон Шмитт                                                       | Австралия · Эмили Сибом · Лизель Джонс · Алишия Куттс · Мелани Шлангер                                                    | Япония · Ая Тэракава · Сатоми Судзуки · Юка Като · Харука Уэда                                            |
| 10 километров в открытой воде         | Эва Ристов (HUN) | Хейли Андерсон (USA) | Мартина Гримальди (ITA)                                                                                   |

## Прыжки в воду

### Мужчины
| Дисциплина                   | Золото                           | Серебро                                  | Бронза                                |
| Трамплин, 3 метра            | Илья Захаров (RUS)               | Цинь Кай (CHN)                           | Хэ Чун (CHN)                          |
| Синхронный трамплин, 3 метра | Китай · Ло Юйтун · Цинь Кай      | Россия · Илья Захаров · Евгений Кузнецов | США · Трой Дюмей · Кристиан Ипсен     |
| Вышка, 10 метров             | Дэвид Будайя (USA)               | Цю Бо (CHN)                              | Том Дэйли (GBR)                       |
| Синхронная вышка, 10 метров  | Китай · Цао Юань · Чжан Яньцюань | Мексика · Иван Гарсия · Херман Санчес    | США · Дэвид Будайя · Николас Маккрори |

### Женщины
| Дисциплина                   | Золото                        | Серебро                                     | Бронза                                   |
| Трамплин, 3 метра            | У Минься (CHN)                | Хэ Цзы (CHN)                                | Лаура Санчес (MEX)                       |
| Синхронный трамплин, 3 метра | Китай · У Минься · Хэ Цзы     | США · Келси Брайант · Эбигейл Джонстон      | Канада · Дженнифер Абель · Эмили Хейманс |
| Вышка, 10 метров             | Чэнь Жолинь (CHN)             | Бриттани Бробен (AUS)                       | Панделела Ринонг (MAS)                   |
| Синхронная вышка, 10 метров  | Китай · Ван Хао · Чэнь Жолинь | Мексика · Алехандра Ороско · Паола Эспиноса | Канада · Меган Бенфейто · Розелин Филион |

## Прыжки на батуте
| Дисциплина | Золото                  | Серебро              | Бронза           |
| Мужчины    | Дун Дун (CHN)           | Дмитрий Ушаков (RUS) | Лу Чуньлун (CHN) |
| Женщины    | Розанна Макленнан (CAN) | Хуан Шаньшань (CHN)  | Хэ Вэньна (CHN)  |

## Синхронное плавание
| Дисциплина | Золото | Серебро | Бронза |
| Дуэты      | Россия · Наталья Ищенко · Светлана Ромашина | Испания · Она Карбонель · Андреа Фуэнтес                                                                             | Китай · Лю Оу · Хуан Сюэчэнь |
| Группы     | Россия · Наталья Ищенко · Светлана Ромашина · Анастасия Давыдова · Мария Громова · Эльвира Хасянова · Александра Пацкевич · Дарья Коробова · Анжелика Тиманина · Алла Шишкина | Китай · Чан Сы · Чэнь Сяоцзюнь · Хуан Сюэчэнь · Цзян Тинтин · Цзян Вэньвэнь · Лю Оу · Ло Си · Сунь Вэньянь · У Ивэнь | Испания · Она Карбонель · Андреа Фуэнтес · Клара Басиана · Альба Кобело · Маргалида Креспи · Таис Энрикес · Паула Кламбург · Ирэн Мантруккио · Лайя Понс |

## Современное пятиборье
| Дисциплина | Золото                   | Серебро              | Бронза            |
| Мужчины    | Давид Свобода (CZE)      | Цао Чжунжун (CHN)    | Адам Мароши (HUN) |
| Женщины    | Лаура Асадаускайте (LTU) | Саманта Маррей (GBR) | Яне Маркес (BRA)  |

## Спортивная гимнастика

### Мужчины
| Дисциплина           | Золото                                                          | Серебро                                                                               | Бронза                                                                                |
| Личное многоборье    | Кохэй Утимура (JPN)                                             | Марсель Нгуен (GER)                                                                   | Данелл Лейва (USA)                                                                    |
| Командное многоборье | Китай · Го Вэйян · Фэн Чжэ · Цзоу Кай · Чжан Чэнлун · Чэнь Ибин | Япония · Рёхэи Като · Кадзухито Танака · Юсукэ Танака · Кохэй Утимура · Кодзи Ямамуро | Великобритания · Сэм Олдем · Дэниел Пёрвис · Луис Смит · Кристиан Томас · Макс Уитлок |
| Вольные упражнения   | Цзоу Кай (CHN)                                                  | Кохэй Утимура (JPN)                                                                   | Денис Аблязин (RUS)                                                                   |
| Конь                 | Кристиан Берки (HUN)                                            | Луис Смит (GBR)                                                                       | Макс Уитлок (GBR)                                                                     |
| Кольца               | Артур Занетти (BRA)                                             | Чэнь Ибин (CHN)                                                                       | Маттео Моранди (ITA)                                                                  |
| Опорный прыжок       | Ян Хак Сон (KOR)                                                | Денис Аблязин (RUS)                                                                   | Игорь Радивилов (UKR)                                                                 |
| Параллельные брусья  | Фэн Чжэ (CHN)                                                   | Марсель Нгуен (GER)                                                                   | Гамильтон Сабо (FRA)                                                                  |
| Перекладина          | Эпке Зондерланд (NED)                                           | Фабиан Хамбюхен (GER)                                                                 | Цзоу Кай (CHN)                                                                        |

### Женщины
| Дисциплина           | Золото                                                                                    | Серебро                                                                                          | Бронза                                                                                   |
| Личное многоборье    | Габриэль Дуглас (USA)                                                                     | Виктория Комова (RUS)                                                                            | Алия Мустафина (RUS)                                                                     |
| Командное многоборье | США · Джордин Уибер · Габриэль Дуглас · Маккайла Марони · Александра Райсман · Кайла Росс | Россия · Ксения Афанасьева · Анастасия Гришина · Виктория Комова · Алия Мустафина · Мария Пасека | Румыния · Диана Булимар · Диана Келару · Лариса Йордаке · Сандра Избаша · Каталина Понор |
| Опорный прыжок       | Сандра Избаша (ROU)                                                                       | Маккайла Марони (USA)                                                                            | Мария Пасека (RUS)                                                                       |
| Вольные упражнения   | Александра Райсман (USA)                                                                  | Каталина Понор (ROU)                                                                             | Алия Мустафина (RUS)                                                                     |
| Разновысокие брусья  | Алия Мустафина (RUS)                                                                      | Хэ Кэсинь (CHN)                                                                                  | Элизабет Твидл (GBR)                                                                     |
| Бревно               | Дэн Линьлинь (CHN)                                                                        | Суй Лу (CHN)                                                                                     | Александра Райсман (USA)                                                                 |

## Стрельба

### Мужчины
| Дисциплина                            | Золото                       | Серебро                 | Бронза                 |
| Пневматическая винтовка, 10 метров    | Алин Джордже Молдовяну (ROU) | Никколо Камприани (ITA) | Гаган Наранг (IND)     |
| Винтовка лёжа, 50 метров              | Сергей Мартынов (BLR)        | Лионель Кокс (BEL)      | Раймонд Дебевец (SLO)  |
| Винтовка из трёх положений, 50 метров | Никколо Камприани (ITA)      | Ким Джон Хён (KOR)      | Мэттью Эммонс (USA)    |
| Пневматический пистолет, 10 метров    | Чин Джон О (KOR)             | Лука Тескони (ITA)      | Андрия Златич (SRB)    |
| Скоростной пистолет, 25 метров        | Леурис Пупо (CUB)            | Виджай Кумар (IND)      | Дин Фэн (CHN)          |
| Пистолет, 50 метров                   | Чин Джон О (KOR)             | Чхве Ён Рэ (KOR)        | Ван Чживэй (CHN)       |
| Трап                                  | Джованни Черногорац (CRO)    | Массимо Фаббрици (ITA)  | Фехайд Ад-Дихани (KUW) |
| Дубль-трап                            | Питер Уилсон (GBR)           | Хокан Дальбю (SWE)      | Василий Мосин (RUS)    |
| Скит                                  | Винсент Хэнкок (USA)         | Андерс Голдинг (DEN)    | Нассер Аль-Аттия (QAT) |

### Женщины
| Дисциплина                            | Золото                 | Серебро                  | Бронза                |
| Пневматическая винтовка, 10 метров    | И Сылин (CHN)          | Сильвия Богацкая (POL)   | Юй Дань (CHN)         |
| Винтовка из трёх положений, 50 метров | Джейми Линн Грей (USA) | Ивана Максимович (SRB)   | Адела Сикорова (CZE)  |
| Пневматический пистолет, 10 метров    | Го Вэньцзюнь (CHN)     | Селин Гобервиль (FRA)    | Елена Костевич (UKR)  |
| Пистолет, 25 метров                   | Ким Джан Ми (KOR)      | Чэнь Ин (CHN)            | Елена Костевич (UKR)  |
| Трап                                  | Джессика Росси (ITA)   | Зузана Штефечекова (SVK) | Дельфин Рео (FRA)     |
| Скит                                  | Кимберли Роуд (USA)    | Вэй Нин (CHN)            | Данка Бартекова (SVK) |

## Стрельба из лука

### Мужчины
| Дисциплина                | Золото                                                      | Серебро                                              | Бронза                                                    |
| Индивидуальное первенство | О Джин Хёк (KOR)                                            | Такахару Фурукава (JPN)                              | Дай Сяосян (CHN)                                          |
| Командное первенство      | Италия · Марко Гальяццо · Мауро Несполи · Микеле Франджилли | США · Джейкоб Вуки · Джейк Камински · Брейди Эллисон | Республика Корея · Лим Дон Хён · Ким Боп Мин · О Джин Хёк |

### Женщины
| Дисциплина                | Золото                                                   | Серебро                                | Бронза                                              |
| Индивидуальное первенство | Ки Бо Бэ (KOR)                                           | Аида Роман (MEX)                       | Мариана Авития (MEX)                                |
| Командное первенство      | Республика Корея · Ки Бо Бэ · Ли Сон Джин · Чхве Хён Джу | Китай · Сюй Цзин · Фан Юйтин · Чэн Мин | Япония · Каори Каванака · Микиэ Каниэ · Рэн Хаякава |

## Теннис
| Дисциплина               | Золото                                       | Серебро                                       | Бронза                                     |
| Мужской одиночный разряд | Энди Маррей (GBR)                            | Роджер Федерер (SUI)                          | Хуан Мартин дель Потро (ARG)               |
| Мужской парный разряд    | США · Боб Брайан · Майк Брайан               | Франция · Микаэль Льодра · Жо-Вильфрид Тсонга | Франция · Жюльен Беннето · Ришар Гаске     |
| Женский одиночный разряд | Серена Уильямс (USA)                         | Мария Шарапова (RUS)                          | Виктория Азаренко (BLR)                    |
| Женский парный разряд    | США · Винус Уильямс · Серена Уильямс         | Чехия · Андреа Главачкова · Луция Градецкая   | Россия · Мария Кириленко · Надежда Петрова |
| Смешанный парный разряд  | Беларусь · Максим Мирный · Виктория Азаренко | Великобритания · Энди Маррей · Лора Робсон    | США · Майк Брайан · Лиза Реймонд           |

## Триатлон
| Дисциплина | Золото                | Серебро            | Бронза                 |
| Мужчины    | Алистер Браунли (GBR) | Хавьер Гомес (ESP) | Джонатан Браунли (GBR) |
| Женщины    | Никола Шпириг (SUI)   | Лиза Норден (SWE)  | Эрин Дэншам (AUS)      |

## Тхэквондо

### Мужчины
| Дисциплина  | Золото                    | Серебро               | Бронза                  |
| До 58 кг    | Хоэль Гонсалес (ESP)      | Ли Дэ Хун (KOR)       | Алексей Денисенко (RUS) |
| До 58 кг    | Хоэль Гонсалес (ESP)      | Ли Дэ Хун (KOR)       | Оскар Муньос (COL)      |
| До 68 кг    | Сервет Тазегюль (TUR)     | Мохаммад Багери (IRI) | Терренс Дженнингс (USA) |
| До 68 кг    | Сервет Тазегюль (TUR)     | Мохаммад Багери (IRI) | Рохулла Никпай (AFG)    |
| До 80 кг    | Себастьян Крисманич (ARG) | Николас Гарсия (ESP)  | Лутало Мухаммад (GBR)   |
| До 80 кг    | Себастьян Крисманич (ARG) | Николас Гарсия (ESP)  | Мауро Сармьенто (ITA)   |
| Свыше 80 кг | Карло Мольфетта (ITA)     | Энтони Обаме (GAB)    | Робелис Деспанье (CUB)  |
| Свыше 80 кг | Карло Мольфетта (ITA)     | Энтони Обаме (GAB)    | Лю Сяобо (CHN)          |

### Женщины
| Дисциплина  | Золото              | Серебро                   | Бронза                      |
| До 49 кг    | У Цзинъюй (CHN)     | Бригитте Ягуэ (ESP)       | Люция Занинович (CRO)       |
| До 49 кг    | У Цзинъюй (CHN)     | Бригитте Ягуэ (ESP)       | Чанатип Сонхам (THA)        |
| До 57 кг    | Джейд Джонс (GBR)   | Хоу Юйчжо (CHN)           | Марлен Арнуа (FRA)          |
| До 57 кг    | Джейд Джонс (GBR)   | Хоу Юйчжо (CHN)           | Цзэн Личэн (TPE)            |
| До 67 кг    | Хван Гён Сон (KOR)  | Нур Татар (TUR)           | Пейдж Макферсон (USA)       |
| До 67 кг    | Хван Гён Сон (KOR)  | Нур Татар (TUR)           | Хелена Фромм (GER)          |
| Свыше 67 кг | Милица Мандич (SRB) | Анна-Каролина Графф (FRA) | Анастасия Барышникова (RUS) |
| Свыше 67 кг | Милица Мандич (SRB) | Анна-Каролина Графф (FRA) | Мария Эспиноса (MEX)        |

## Тяжёлая атлетика

### Мужчины
| Дисциплина   | Золото                  | Серебро                  | Бронза                 |
| До 56 кг     | Ом Юн Чхоль (PRK)       | У Цзинбао (CHN)          | вакантно               |
| До 62 кг     | Ким Ын Гук (PRK)        | Оскар Фигероа (COL)      | Эко Юли Ираван (INA)   |
| До 69 кг     | Линь Цинфэн (CHN)       | Триятно (INA)            | Рэзван Мартин (ROU)    |
| До 77 кг     | Люй Сяоцзюнь (CHN)      | Лу Хаоцзе (CHN)          | Иван Камбар (CUB)      |
| До 85 кг     | Адриан Зелиньский (POL) | Апти Аухадов (RUS)       | Киануш Ростами (IRI)   |
| До 94 кг     | Саед Мохаммадпур (IRI)  | Ким Мин Джэ (KOR)        | Томаш Зелиньский (POL) |
| До 105 кг    | Алексей Торохтий (UKR)  | Наваб Насиршелал (IRI)   | Бартломей Бонк (POL)   |
| Свыше 105 кг | Бехдад Салими (IRI)     | Саджад Ануширавани (IRI) | Руслан Албегов (RUS)   |

### Женщины
| Дисциплина  | Золото               | Серебро                 | Бронза                    |
| До 48 кг    | Ван Минцзюань (CHN)  | Хироми Миякэ (JPN)      | Лян Чхун Хва (PRK)        |
| До 53 кг    | Сюй Шуцзин (TPE)     | Ситра Фебрианти (INA)   | Юлия Паратова (UKR)       |
| До 58 кг    | Ли Сюэин (CHN)       | Примсири Сирикаев (THA) | Раттикан Гульнои (THA)    |
| До 63 кг    | Кристин Жирар (CAN)  | Милка Манева (BUL)      | Лус Акоста (MEX)          |
| До 69 кг    | Лим Джон Сим (PRK)   | Роксана Кокош (ROU)     | Анна Нурмухамбетова (KAZ) |
| До 75 кг    | Лидия Валентин (ESP) | Абер Абдельрахман (EGY) | Мадиас Нзессо (CMR)       |
| Свыше 75 кг | Чжоу Лулу (CHN)      | Татьяна Каширина (RUS)  | Чан Ми Ран (KOR)          |

## Фехтование

### Мужчины
| Дисциплина       | Золото                                                                          | Серебро                                                                               | Бронза                                                                           |
| Шпага            | Рубен Лимардо (VEN)                                                             | Бартош Пьясецкий (NOR)                                                                | Чон Джин Сон (KOR)                                                               |
| Рапира           | Лэй Шэн (CHN)                                                                   | Алаэльдин Абуэлькассем (EGY)                                                          | Чхве Бён Чхоль (KOR)                                                             |
| Командная рапира | Италия · Джорджио Авола · Валерио Аспромонте · Андреа Бальдини · Андреа Кассара | Япония · Сугуру Авадзи · Рё Миякэ · Юки Ота · Кэнта Тида                              | Германия · Себастьян Бахман · Андре Вессельс · Петер Йоппих · Беньямин Клайбринк |
| Сабля            | Арон Силадьи (HUN)                                                              | Диего Оккьюцци (ITA)                                                                  | Николай Ковалёв (RUS)                                                            |
| Командная сабля  | Республика Корея · Вон У Ён · Ку Пон Гиль · Ким Джон Хван · О Ын Сок            | Румыния · Тибериу Долничану · Рареш Думитреску · Флорин Заломир · Александру Сиритяну | Италия · Альдо Монтано · Диего Оккьюцци · Луиджи Самеле · Луиджи Тарантино       |

### Женщины
| Дисциплина       | Золото                                                                               | Серебро                                                                               | Бронза                                                             |
| Шпага            | Яна Шемякина (UKR)                                                                   | Бритта Хайдеман (GER)                                                                 | Сунь Юйцзе (CHN)                                                   |
| Командная шпага  | Китай · Ли На · Ло Сяоцзюань · Сунь Юйцзе · Сюй Аньци                                | Республика Корея · Син А Рам · Чон Хё Джон · Чхве Ин Джон · Чхве Ын Сук               | США · Майя Лоуренс · Сьюзи Скэнлон · Келли Хёрли · Кортни Хёрли    |
| Рапира           | Элиза Ди Франчиска (ITA)                                                             | Арианна Эрриго (ITA)                                                                  | Валентина Веццали (ITA)                                            |
| Командная рапира | Италия · Валентина Веццали · Элиза Ди Франчиска · Илария Сальватори · Арианна Эрриго | Россия · Камилла Гафурзянова · Инна Дериглазова · Лариса Коробейникова · Аида Шанаева | Республика Корея · Нам Хён Хи · О Ха На · Чон Гиль Ок · Чон Хи Сук |
| Сабля            | Ким Джи Ён (KOR)                                                                     | Софья Великая (RUS)                                                                   | Ольга Харлан (UKR)                                                 |

## Футбол
| Дисциплина | Золото | Серебро | Бронза |
| Мужчины    | МексикаХавьер Акино · Нестор Араухо · Нестор Видрио · Хосе Корона · Хавьер Кортес · Ирам Мьер · Орибе Перальта · Мигель Понсе · Диего Рейес · Хосе Родригес · Карлос Сальсидо · Джованни дос Сантос · Марко Фабиан · Дарвин Чавес · Исраэль Хименес · Рауль Хименес · Хорхе Энрике · Эктор Эррера | БразилияГабриэл · Гансо · Леандро Дамиан · Данило · Жуан Жезус · Лукас · Марсело · Неймар · Нето · Оскар · Алешандре Пато · Рафаэл · Ромуло · Алекс Сандро · Сандро · Тиагу Силва · Бруно Увини · Халк                                                                           | Республика КореяКи Сон Ён · Ким Бо Гён · Ким Ги Хи · Ким Ён Гвон · Ким Хён Сон · Ким Чхан Су · Ку Джа Чхоль · Ли Бом Ён · Нам Тхэ Хи · О Джэ Сок · Пак Чон У · Пак Чу Ён · Пэк Сон Дон · Хван Сок Хо · Чи Дон Вон · Чон Сон Рён · Чон У Ён · Юн Сок Ён                                                                                     |
| Женщины    | СШАХоуп Соло · Хезер Миттс · Кристи Рампон · Бекки Сауэрбранн · Келли О’Хара · Эми Лепейлбет · Шаннон Бокс · Эми Родригес · Хизер О’Рейли · Карли Ллойд · Сидни Леру · Лорен Чени · Алекс Морган · Эбби Вамбах · Меган Рапино · Рейчел Бьюлер · Тобин Хит · Николь Барнхарт                       | ЯпонияМихо Фукумото · Юкари Кинга · Адзуса Ивасимидзу · Саки Кумагаи · Ая Самэсима · Мидзухо Сакагути · Кодзуэ Андо · Ая Мияма · Нахоми Кавасуми · Хомарэ Сава · Синобу Оно · Кёко Яно · Карина Маруяма · Асуна Танака · Мэгуми Такасэ · Мана Ивабути · Юки Огими · Аюми Кайхори | КанадаКарина Леблан · Челси Стюарт · Кармелина Москато · Робин Гейл · Кейлин Кайл · Райан Уилкинсон · Дайана Матесон · Кандейси Чапман · Лорен Сесселманн · Дезирей Скот · Кристин Синклер · Соуфи Шмидт · Мелисса Танкреди · Келли Паркер · Джонелл Филиньо · Бриттани Тимко · Джонель Филиньо · Ирин Маклауд · Мелани Бут · Мари-Ив Ноул |

## Хоккей на траве
| Дисциплина | Золото | Серебро | Бронза |
| Мужчины    | ГерманияМакс Вайнхольд · Беньямин Вес · Тимо Вес · Маттиас Виттхаус · Оскар Декке · Оливер Корн · Максимилиан Мюллер · Ян-Филипп Рабенте · Тило Стральковски · Кристофер Уэсли · Флориан Фукс · Мориц Фюрсте · Тобиас Хауке · Мартин Хенер · Кристофер Целлер · Филипп Целлер          | НидерландыБилли Баккер · Марсель Балькештайн · Сандер Барт · Минк ван дер Верден · Роберт ван дер Хорст · Валентин Верга · Клас Вермёлен · Родерик Вёстхоф · Сандер де Вейн · Боб де Вогд · Тён де Нойер · Рогир Хофман · Тим Йеннискенс · Ваутер Йоли · Роберт Кемперман · Яап Стокман · Флорис Эверс   | АвстралияНатан Бёрджерс · Мэттью Буттурини · Киран Говерс · Мэтт Годес · Лиам де Янг · Тимоти Дивин · Джейми Дуайер · Фергус Кавана · Джоэл Кэрролл · Марк Ноулз · Эдвард Оккенден · Саймон Орчард · Мэттью Суонн · Гленн Тёрнер · Расселл Форд · Кристофер Чирьелло |
| Женщины    | НидерландыДжойс Сомбрук · Китти ван Мале · Карлин Дирксе ван ден Хёвель · Келли Йонкер · Мартье Годери · Лидевей Велтен · Кайя ван Масаккер · Мартье Паумен · Наоми ван Ас · Эллен Хог · Софи Полкамп · Ким Ламмерс · Эва де Гуде · Марилин Альотти · Мерел де Блей · Марго ван Геффен | АргентинаЛаура дель Колле · Росарио Лукетти · Макарена Родригес · Мартина Кавальеро · Лусиана Аймар · Карла Ребекки · Дельфина Мерино · Флоренсия Абиф · Росио Санчес Мочча · Даниэла Сруога · София Маккари · Марьела Скароне · Сильвина Д’Элия · Ноэль Баррьонуэво · Хосефина Сруога · Флоренсия Мутио | ВеликобританияБет Сторри · Эмили Магуайр · Лора Ансуор · Криста Каллен · Хана Маклеод · Энн Пантер · Хелен Ричардсон · Кейт Уолш · Хлоя Роджерс · Лора Бартлет · Алекс Дэнсон · Джорджи Туигг · Эшли Болл · Салли Уолтон · Никола Уайт · Сара Томас                  |

## Художественная гимнастика
| Дисциплина           | Золото | Серебро | Бронза |
| Личное многоборье    | Евгения Канаева (RUS) | Дарья Дмитриева (RUS) | Любовь Черкашина (BLR)                                                                                        |
| Групповое многоборье | Россия · Ульяна Донскова · Анастасия Близнюк · Ксения Дудкина · Алина Макаренко · Анастасия Назаренко · Каролина Севастьянова | Беларусь · Марина Гончарова · Анастасия Иванькова · Наталия Лещик · Александра Наркевич · Ксения Санкович · Алина Тумилович | Италия · Элиза Бланки · Ромина Лаурито · Марта Паньини · Элиза Сантони · Анжелика Савраюк · Андреа Стефанеску |

### Комментарии
1. ↑  6 ноября 2012 года, МОК лишил узбекского борца Сослана Тигиева бронзовой медали, после обнаружения в допинг-пробе запрещённого стимулирующего вещества метилгексанамина[47]. Венгерскому борцу Габору Хатошу перешла бронзовая медаль[48][49].
2. ↑  17 января 2019 года МОК лишил серебряной медали грузинского борца Давита Модзманашвили[53]. В июле 2019 года, после проверки допинг-пробы 2012 года у узбекского борца  Артура Таймазова был обнаружен анаболический стероид туринабол, МОК дисквалифицировал спортсмена[54]. Объединённый мир борьбы перераспределил медали[55].
3. ↑  12 июня 2019 года МОК лишил литовского спортсмена Евгения Шуклина серебряной медали[92].
4. ↑  Сборная США стала серебряным призёром, но после дисквалификации Тайсона Гэя из-за употребления допинга команда была лишена медали игр, произошло перераспределение наград[134][135].
5. ↑  После дисквалифицировали за нарушение антидопинговых правил чемпиона игр, российского легкоатлета Сергея Кирдяпкина, CAS также принял решение об аннулировании его результатов, показанных с 20 августа 2009 по 15 октября 2012 года[140]. Вскоре прошло перераспределение медалей[141][142].
6. ↑  1 февраля 2019 года российский легкоатлет, чемпион игр Иван Ухов был лишён медали решением Спортивного арбитражного суда[146]. Перераспределение медалей пока не произошло[147].
7. ↑  Серебряный призёр игр, украинский легкоатлет Александр Пятница был лишён медали, после перепроверки допинг-пробы 2012 года и её положительного результата на туринабол[152]. Антти Руусканен стал серебряным призёром[153], а Витезслав Веселый бронзовым[154].
8. ↑  Российская бегунья Мария Савинова, ставшая чемпионкой игр, была признана виновной в нарушении антидопинговых правил в период с 26 июля 2010 по 19 августа 2013 года, все её результаты за этот период были аннулированы, а сама спортсменка дисквалифицирована на 4 года[161]. 9 ноября 2015 WADA опубликовало независимый отчёт, в котором Екатерина Поистогова фигурировала в числе нарушителей антидопинговых правил[162]. WADA потребовало пожизненно дисквалифицировать спортсменку, но спортивный арбитражный суд не нашёл доказательств нарушения антидопинговых правил спортсменкой[163]. Вскоре произошло перераспределение медалей, чемпионкой игр стала Кастер Семеня[164].
9. ↑  В августе 2015 года решением Спортивного арбитражного суда (CAS) в Лозанне турецкая спортсменка Аслы Алптекин была лишена полученных ею наград в период с 29 июля 2010 года по 2015 год, в том числе золотой медали Олимпийских игр 2012 года[166]. В марте 2017 года была дисквалифицирована ещё одна турецкая спортсменка Гамзе Булут, ставшая второй в забеге[167]. МОК перераспределил медали[168].
10. ↑  В январе 2015 года российская спортсменка Юлия Зарипова, ставшая первой, была дисквалифицирована из-за нарушения антидопинговых правил[174][175]. Вскоре МОК перераспределил медали[176].
11. ↑  В феврале 2017 года МОК дисквалифицировал российскую легкоатлетку Антонину Кривошапку после перепроверки допинг-пробы, сданной на Олимпийских играх 2012 года, и обнаружение в ней запрещённого вещества[179]. Сборная России была лишена серебряной медали[180].
12. ↑  В марте 2016 года решением Спортивного арбитражного суда (CAS) в Лозанне все результаты Ольги Каниськиной с 5 августа 2009 года по 15 октября 2012 года были аннулированы, в том числе результат, показанный на Олимпийских играх, где спортсменка стала серебряным призёром[140]. Вскоре произошло перераспределение наград[183].
13. ↑  1 февраля 2019 года российская легкоатлетка, бронзовый призёр игр Светлана Школина была лишена медали решением Спортивного арбитражного суда[146]. Перераспределение медалей пока не произошло[187].
14. ↑  13 августа 2012 года МОК дисквалифицировал чемпионку игр, белорусскую спортсменку Надежду Остапчук после сдачи положительного допинг-теста на анаболический стероид метенолон. В результате серебряному призёру соревнований, новозеландской легкоатлетке Валери Адамс, перешла золотая медаль. Евгении Колодко и Гун Лицзяо перешли серебряная и бронзовые медали соответственно. 20 августа 2016 Евгения Колодко также была дисквалифицирована МОК, после чего опять произошло перераспределение наград[190][191].
15. ↑  1 мая 2013 года, МОК подтвердил, что российская спортсменка Дарья Пищальникова была дисквалифицирована после сдачи положительной допинг-пробы на оксандролон[193]. В 2015 году произошло перераспределение медалей[194].
16. ↑  Чемпионка игр, российская легкоатлетка Татьяна Лысенко была дисквалифицирована после перепроверки допинг-пробы, сданной на Олимпийских играх 2012 года, и обнаружение в ней следов запрещённого вещества туринабола[197]. Медали были перераспределены[198].
17. ↑  В ноябре 2016 года решением Спортивного арбитражного суда была дисквалифицирована российская легкоатлетка Татьяна Чернова, показавшая третий результат на соревнованиях[200]. Бронзовая медаль перешла литовской легкоатлетке Аустре Скуйите[201].
18. ↑  29 марта 2019 года МОМ лишил азербайджанского спортсмена Валентина Христова бронзовой медали из-за нарушения антидопинговых правил[305].
19. ↑  27 октября 2016 года, МОК после повторной перепроверки допинг-проб, сданных на Олимпийских играх 2012 года, дисквалифицировал чемпионку игр Зульфию Чиншанло[315]. 21 ноября 2016 года МОК снова дисквалифицировал ряд спортсменов после перепроверки допинг-проб, в их число попала молдавская тяжелоатлетка, бронзовый призёр игр — Кристина Йову[174]. Медали были перераспределены[316].
20. ↑  13 июля 2016 МОК дисквалифицировал украинскую тяжелоатлетку Юлию Калину, после повторной перепроверки допинг-пробы, сданной на Олимпийских играх 2012 года и нахождения в ней запрещённого вещества туринабола. Бронзовая медаль перешла спортсменке из Таиланда[318].
21. ↑  27 октября 2016 года МОК после повторной перепроверки допинг-проб, сданных на Олимпийских играх 2012 года, дисквалифицировал чемпионку игр Майю Манеза[315]. 5 апреля 2017 года МОК снова дисквалифицировал ряд спортсменов после перепроверки допинг-проб, в их число попала Светлана Царукаева[320]. Медали были перераспределены[321].
22. ↑  27 октября 2016 года МОК после повторной перепроверки допинг-проб, сданных на Олимпийских играх 2012 года, дисквалифицировал бронзового призёра игр, белорусскую спортсменку Марину Шкерманкову[315]. В результате перераспределения медали, бронза перешла казахстанской спортсменке Анне Нурмухамбетовой[323].
23. ↑  27 октября 2016 года МОК после повторной перепроверки допинг-проб, сданных на Олимпийских играх 2012 года, дисквалифицировал чемпионку игр Светлану Подобедова[315]. 21 ноября 2016 года МОК снова дисквалифицировал ряд спортсменов после перепроверки допинг-проб, в их число попали Наталья Заболотная и Ирина Кулеша, ставшие на играх серебряным и бронзовым призёром соответственно[174]. Вскоре медали были перераспределены[325].
24. ↑  21 ноября 2016 года МОК дисквалифицировал ряд спортсменов из-за нарушения антидопинговых правил, после перепроверки допинг-проб, сданных на Олимпийских играх 2012 года, в их число попала армянская тяжелоатлетка Рипсиме Хуршудян[174]. Медаль перешла корейской спортсменке Чан Ми Ран[327].